# میک گالووی
میک گالووی (انگلیسی: Mick Galloway؛ زادهٔ ۱۳ اکتبر ۱۹۷۴) بازیکن فوتبال اهل بریتانیا است.
از باشگاه‌هایی که در آن بازی کرده‌است می‌توان به باشگاه فوتبال وورکینگتون ای. اف. سی، باشگاه فوتبال هاکنال تاون، باشگاه فوتبال ایستوود، باشگاه فوتبال گیلینگام، باشگاه فوتبال لینکولن سیتی، باشگاه فوتبال چسترفیلد، باشگاه فوتبال کارلایل یونایتد، باشگاه فوتبال وورکساپ تاون، باشگاه فوتبال نوتس کانتی، و باشگاه فوتبال هرفورد یونایتد اشاره کرد.